# Paul Ben-Victor
Paul Ben-Victor (n. 24 de julio de 1965) es un actor estadounidense.
Nació como Paul Friedman, hermano de Stew Friedman, en Brooklyn, Nueva York, hijo de Leah Kornfeld, dramaturga, y Victor Friedman. Debutó en 1987 en el telefilme Blood Vows: The Story of a Mafia Wife y en un capítulo de la serie Cagney & Lacey. Quince años después de comenzar su carrera en televisión haciendo pequeños papeles, consiguió papeles en series dramáticas de HBO de la talla de The Wire y Entourage, y fue invitado a My Name is Earl donde interpretó al entrenador Lou. También ha trabajado en dramas policiacos como Monk, CSI y NYPD Blue, y protagonizó el show de ciencia ficción El hombre invisible, junto a Vincent Ventresca.
Ben-Victor ha escrito obras de teatro junto a su madre. Dos de ellas, Club Soda y The Good Steno, se han representado en el área de Manhattan.

## Filmografía
- The Rookie (1990)
- Cool World (1992)
- Tombstone (1993)
- True Romance (1993)
- The Last Outlaw (1994)
- Red Scorpion (1994)
- The X-Files (1994) (serie)
- Bushwhacked (1995) (sin acreditar)
- Houseguest (1995)
- Maximum Risk (1996)
- El Negociador (1997)
- A Civil Action (1998)
- Point Blank (1998)
- The Corruptor (1999)
- Kiss Toledo Goodbye (1999)
- El hombre invisible (2000) (serie)
- The Three Stooges (2000) (telefilme)
- Drowning Mona (2000)
- Daredevil (2003)
- The Wire (2002) (serie) (2003-2008) como Spiros Vondas.
- Entourage (2006) (serie)
- Randy and The Mob (2006)
- The Shield (2006) (serie)
- My Name Is Earl (2006) (serie)
- All the King's Men (2006)
- John from Cincinnati (2007) (serie)
- In Plain Sight (2008) (serie)
- Clear Lake, WI (2009)
- Everybody Hates Chris (2009) (serie)
- The Mentalist (2010) (serie)
- Mob City (2013-) (serie)
- Empire State (Asalto al furgón blindado, 2013)
- True Detective (2014-) (serie)
- Get Hard (2015) (película)
- Love is all you need? (2016) (película)
- Preacher (2017-) (serie)
- Plane (2023)[1]
- The Collective (2023)[2]
- Amenaza en el aire (2025)